# International Commission on Zoological Nomenclature
De International Commission on Zoological Nomenclature (ICZN) is een internationale organisatie die verantwoordelijk is voor publicatie van de International Code of Zoological Nomenclature, waarin de regels zijn vastgesteld waaraan de nomenclatuur voor dieren moet voldoen. De organisatie treedt tevens op als arbiter in conflicten omtrent naamgeving van taxa. Zij publiceert haar "opinions" in het Bulletin of Zoological Nomenclature, waarin de problemen ook aan de orde worden gesteld.
De Commissie is opgericht in 1895 en telt momenteel 28 leden.